# لوتشندورف
لوتشندورف (به آلمانی: Lüttchendorf) یک منطقهٔ مسکونی در آلمان است که در Seegebiet Mansfelder Land واقع شده‌است. لوتشندورف ۶۳۹ نفر جمعیت دارد.